# Puchar Świata w narciarstwie alpejskim kobiet 1990/1991
Puchar Świata w narciarstwie alpejskim kobiet sezon 1990/1991 to 25 edycja tej imprezy. Cykl ten rozpoczął się we włoskim Valzoldana 1 grudnia 1990 roku, a zakończył 22 marca 1991 roku w amerykańskim Waterville Valley. 

## Podium zawodów

### indywidualnie
| Lp                                                                          | Data             | Miejsce            | Konkurencja       | Zwyciężczyni        | 2. miejsce         | 3. miejsce             |
| 1.                                                                          | 1 grudnia 1990   | Valzoldana         | gigant            | Petra Kronberger    | Vreni Schneider    | Pernilla Wiberg        |
| 2.                                                                          | 2 grudnia 1990   | Valzoldana         | slalom            | Petra Kronberger    | Ingrid Salvenmoser | Patricia Chauvet       |
| 3.                                                                          | 8 grudnia 1990   | Altenmarkt         | zjazd             | Katharina Gutensohn | Petra Kronberger   | Kerrin Lee-Gartner     |
| 4.                                                                          | 9 grudnia 1990   | Altenmarkt         | supergigant       | Petra Kronberger    | Sigrid Wolf        | Anita Wachter          |
| 5.                                                                          | 16 grudnia 1990  | Meiringen          | supergigant       | Chantal Bournissen  | Petra Kronberger   | Lucie Laroche          |
| 6.                                                                          | 21 grudnia 1990  | Morzine            | zjazd             | Petra Kronberger    | Chantal Bournissen | Warwara Zielenska      |
| 7.                                                                          | 22 grudnia 1990  | Morzine            | slalom            | Blanca F. Ochoa     | Pernilla Wiberg    | Vreni Schneider        |
| 8.                                                                          | 22 grudnia 1990  | Morzine            | kombinacja        | Ingrid Stöckl       | Florence Masnada   | Sabine Ginther         |
| 9.                                                                          | 6 stycznia 1991  | Bad Kleinkirchheim | zjazd             | Katharina Gutensohn | Sabine Ginther     | Chantal Bournissen     |
| 10.                                                                         | 7 stycznia 1991  | Bad Kleinkirchheim | slalom            | Pernilla Wiberg     | Monika Maierhofer  | Christine von Grünigen |
| 11.                                                                         | 7 stycznia 1991  | Bad Kleinkirchheim | kombinacja        | Petra Kronberger    | Sabine Ginther     | Florence Masnada       |
| 12.                                                                         | 11 stycznia 1991 | Kranjska Gora      | gigant            | Vreni Schneider     | Nataša Bokal       | Petra Kronberger       |
| 13.                                                                         | 12 stycznia 1991 | Kranjska Gora      | slalom            | Nataša Bokal        | Monika Maierhofer  | Veronika Šarec         |
| 14.                                                                         | 13 stycznia 1991 | Kranjska Gora      | slalom            | Petra Kronberger    | Ingrid Salvenmoser | Veronika Šarec         |
| 15.                                                                         | 18 stycznia 1991 | Meribel            | zjazd             | Petra Kronberger    | Carole Merle       | Veronika Wallinger     |
| 16.                                                                         | 19 stycznia 1991 | Meribel            | supergigant       | Petra Kronberger    | Sigrid Wolf        | Anita Wachter          |
| 31. Mistrzostwa Świata w Narciarstwie Alpejskim 1991 – Saalbach-Hinterglemm |                  |                    |                   |                     |                    |                        |
| 17.                                                                         | 8 lutego 1991    | Ga-Pa              | zjazd             | Chantal Bournissen  | Carole Merle       | Veronika Wallinger     |
| 18.                                                                         | 9 lutego 1991    | Ga-Pa              | supergigant       | Carole Merle        | Karin Dedler       | Michaela Gerg          |
| 19.                                                                         | 10 lutego 1991   | Zwiesel            | gigant            | Anita Wachter       | Eva Twardokens     | Vreni Schneider        |
| 20.                                                                         | 24 lutego 1991   | Furano             | zjazd             | Anja Haas           | Chantal Bournissen | Warwara Zielenska      |
| 21.                                                                         | 24 lutego 1991   | Furano             | supergigant       | Carole Merle        | Edith Thys         | Sabine Ginther         |
| 22.                                                                         | 9 marca 1991     | Lake Louise        | zjazd             | Sabine Ginther      | Chantal Bournissen | Swietłana Gładyszewa   |
| 23.                                                                         | 10 marca 1991    | Lake Louise        | gigant            | Pernilla Wiberg     | Vreni Schneider    | Sylvia Eder            |
| 24.                                                                         | 11 marca 1991    | Lake Louise        | slalom            | Vreni Schneider     | Kristina Andersson | Anita Wachter          |
| 25.                                                                         | 15 marca 1991    | Vail               | zjazd             | Sabine Ginther      | Lucie Laroche      | Chantal Bournissen     |
| 26.                                                                         | 16 marca 1991    | Vail               | zjazd             | Chantal Bournissen  | Anja Haas          | Sabine Ginther         |
| 27.                                                                         | 17 marca 1991    | Vail               | gigant            | Vreni Schneider     | Julie Lunde Hansen | Anita Wachter          |
| 28.                                                                         | 20 marca 1991    | Waterville Valley  | slalom            | Pernilla Wiberg     | Vreni Schneider    | Petra Kronberger       |
| 29.                                                                         | 22 marca 1991    | Waterville Valley  | gigant            | Julie Parisien      | Ulrike Maier       | Julie Lunde Hansen     |
| 30.                                                                         | 24 marca 1991    | Waterville Valley  | slalom równoległy | Anita Wachter       | Ingrid Salvenmoser | Chantal Bournissen     |

## Końcowa klasyfikacja generalna
| Miejsce | Zawodniczka            | Punkty |
| ------- | ---------------------- | ------ |
| 1.      | Petra Kronberger       | 312    |
| 2.      | Sabine Ginther         | 195    |
| 3.      | Vreni Schneider        | 185    |
| 4.      | Chantal Bournissen     | 181    |
| 5.      | Carole Merle           | 176    |
| 6.      | Anita Wachter          | 142    |
| 7.      | Pernilla Wiberg        | 140    |
| 8.      | Ingrid Salvenmoser     | 103    |
| 9.      | Michaela Gerg          | 94     |
| 10.     | Blanca Fernández Ochoa | 88     |

### Zjazd (po 9 z 9 konkurencji)
| Miejsce | Zawodniczka        | Punkty |
| ------- | ------------------ | ------ |
| 1.      | Chantal Bournissen | 140    |
| 2.      | Sabine Ginther     | 122    |
| 3.      | Petra Kronberger   | 90     |
| 3.      | Carole Merle       | 76     |
| 5.      | Veronika Wallinger | 74     |

### Supergigant (po 5 z 5 konkurencji)
| Miejsce | Zawodniczka      | Punkty |
| ------- | ---------------- | ------ |
| 1.      | Carole Merle     | 88     |
| 2.      | Petra Kronberger | 70     |
| 3.      | Michaela Gerg    | 44     |
| 4.      | Karin Dedler     | 33     |
| 4.      | Katja Seizinger  | 33     |

### Slalom gigant (po 6 z 6 konkurencji)
| Miejsce | Zawodniczka        | Punkty |
| ------- | ------------------ | ------ |
| 1.      | Vreni Schneider    | 113    |
| 2.      | Anita Wachter      | 79     |
| 3.      | Pernilla Wiberg    | 61     |
| 4.      | Eva Twardokens     | 57     |
| 5.      | Sylvia Eder        | 50     |
| 5.      | Julie Lunde Hansen | 50     |

### Slalom (po 8 z 8 konkurencji)
| Miejsce | Zawodniczka            | Punkty |
| ------- | ---------------------- | ------ |
| 1.      | Petra Kronberger       | 83     |
| 2.      | Pernilla Wiberg        | 79     |
| 3.      | Blanca Fernández Ochoa | 76     |
| 4.      | Ingrid Salvenmoser     | 75     |
| 5.      | Vreni Schneider        | 72     |

### Kombinacja (po 2 z 2 konkurencji)
| Miejsce | Zawodniczka      | Punkty |
| ------- | ---------------- | ------ |
| 1.      | Sabine Ginther   | 35     |
| 1.      | Florence Masnada | 35     |
| 3.      | Ingrid Stöckl    | 34     |
| 4.      | Petra Kronberger | 25     |
| 5.      | Michaela Gerg    | 21     |

### Drużynowo
| Miejsce | Kraj              | Punkty |
| ------- | ----------------- | ------ |
| 1.      | Austria           | 1390   |
| 2.      | Szwajcaria        | 557    |
| 3.      | Niemcy            | 492    |
| 4.      | Francja           | 401    |
| 5.      | Stany Zjednoczone | 257    |